# Uwe Will
Uwe Will (* 20. Dezember 1941) ist ein deutscher Maler und Bildhauer aus Hagen.

## Leben

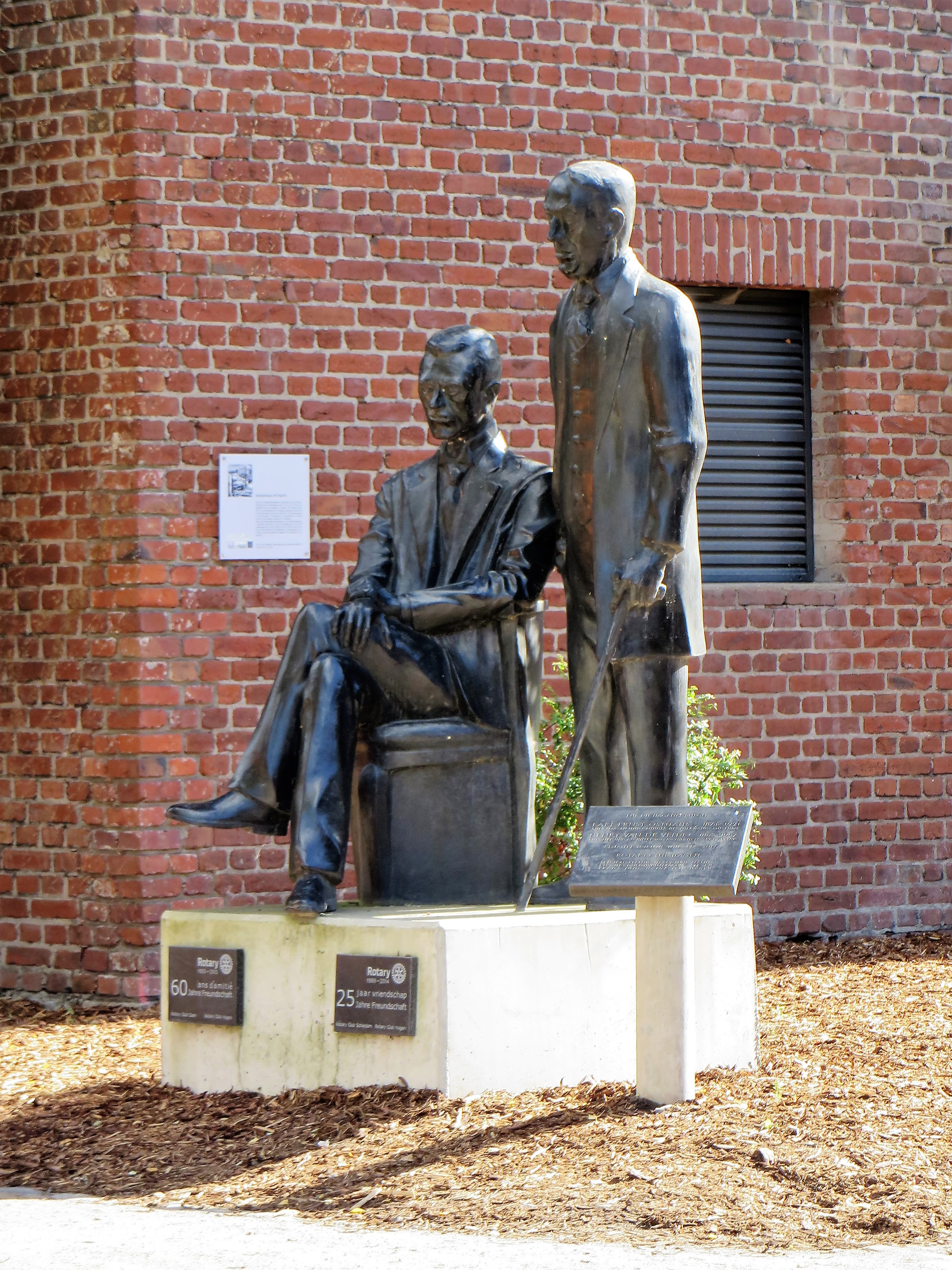
Statuen Karl Ernst Osthaus und Henry van de Velde

Will absolvierte zunächst eine Lehre zum Maler. Sein Hang zur künstlerischen Arbeit brachte ihn in Verbindung mit Hagener Künstlern wie Paul Gernhardt, Oskar Sommer, Hermann Betterman, vor allem aber zu Carl Baumann. 1982 eröffnete er sein Atelier und wurde 1984 Mitglied der Künstlervereinigung Hagenring. Seither ist Will auch deren Ausstellungsleiter.
Am 10. Juli 2010 berichtete das WDR Fernsehen über eine Kunstaktion, die Uwe Will mit Schülern der Bodelschwingh-Schule in Hagen durchgeführt hatte. Innerhalb von zwei Monaten entstand ein 27 × 3,5 Meter großes Gemälde, das Will mit den Schülern konzipiert und gemalt hatte.
An vielen Stellen der Stadt befinden sich Kunstwerke von Uwe Will. Am 27. August 2008 wurde seine Skulptur des Komponisten Karl Halle auf dem Johanniskirchplatz in Hagen enthüllt. Seit Juli 2012 stehen die überlebensgroßen Statuen von Karl Ernst Osthaus und Henry van de Velde auf dem Gelände einer Industriebrache vor der Kulisse einer ehemaligen Kokerei.
Seit 2004 ist Will offizieller Porträtmaler der Hagener Oberbürgermeister. Er gilt als Vertreter des imaginären Realismus.

## Ausstellungen
- 1986: Hagenring, Karl Ernst Osthaus-Museum, Hagen
- 1989: Galerie im kleinen Haus, Lüdinghausen
- 1990: Thomson Haus, Hagenring, Burg auf Fehmarn, Kulturring Sundern
- 1991: BBK-Haus Wuppertal, Landesinstitut Soest
- 1992: Kleiner Kunstbahnhof St. Julian
- 1993: 10 Nationen und Hagenring, Karl Ernst Osthaus-Museum, Hagen
- 1993: Schollbrock Haus Herne, Museum Veszprém, Ungarn
- 1994: Haus der Kultur, Smolensk, Russland, Stadt-Galerie, Altena
- 1994: Jackson Artworks, Roeselare, Belgien, Galeria e. V., Wuppertal
- 1995: 70 Jahre Hagenring, Karl Ernst Osthaus-Museum, Hagen
- 1995: Sauerland-Museum, Arnsberg, 10 Jahre Hagen-Smolensk, SIHK Hagen
- 1995: Vier Aussagen, StoraEnso, Hagen, Wasserschloss Werdingen, Hagen
- 1995: Haus Matfeld, Schwelm, Dina Brito, Olhao, Portugal
- 1996: Galerie Michael Schlieper, Hagen,
- 1996: Galerie „Artes“, Brügge, Belgien
- 1998: Galerie im Lukas-Cranach-Haus, Weimar
- 1998: Galerie Anders, Lünen, Münster
- 1999: Senatsgalerie, Iserlohn, 75 Jahre Hagenring,
- 2000: Galerie Michael Schlieper, Hagen, Städtische Galerie, Haus Seel,
- 2001: Dina Brito, Olhao, Portugal, Castroper Künstlerbund
- 2002: Stadtgalerie Sundern, Akademie Mont Cenis, Herne
- 2003: Lichthof Köln
- 2004: Stadtgalerie Alte Post Sylt, Loro, Florenz, Italien
- 2004: NRW Landtag, Düsseldorf
- 2006: Landgericht Münster
- 2007: Galerie König, Münster
- 2008: Einweihung des Denkmals Karl Halle in Hagen
- 2010: Telay Mühle, Meerbusch
- 2011: Osthaus-Museum Hagen, Montlucon, Frankreich
- 2012: Einweihung des Denkmals Karl-Ernst Osthaus und Henry van de Velde in Hagen
- 2013: Unicef-Kunstherz Versteigerung; Osthaus Museum, Hagen; Norderney; Stadtgalerie Sundern; Enthüllung Bettermann Statue
- 2014: Haus Martfeld, Schwelm; 90 Jahre Hagenring, HAGENRING-Galerie, Hagen; Osthaus Museum, Hagen; Eilper Tor, Hagen